# Jefimowicze
Jefimowicze (biał. Яфімавічы, Jafimawiczy; ros. Ефимовичи, Jefimowiczi) – wieś na Białorusi, w obwodzie mińskim, w rejonie kleckim, w sielsowiecie Kuchczyce, nad Naczą.
Współcześnie miejscowość obejmuje także dawny folwark Tatarowszczyzna.

## Historia
W dwudziestoleciu międzywojennym Jefimowicze i Tatarowszczyzna leżały w Polsce, w województwie nowogródzkim, w powiecie nieświeskim, w gminie Siniawka. W 1921 Jefimowicze liczyły 357 mieszkańców, zamieszkałych w 59 budynkach. Tatarowszczyzna liczyła zaś 11 mieszkańców, zamieszkałych w 1 budynku. Mieszkańcami obu miejscowości byli wyłącznie Białorusini, w większości wyznania prawosławnego, z wyjątkiem 1 rzymskiego katolika z Jefimowicz.
Po II wojnie światowej w granicach Związku Sowieckiego. Od 1991 w niepodległej Białorusi.